# Выборы президента Молдовы (2020)
Очередные президентские выборы 2020 года в Республике Молдова состоялись 1 ноября (первый тур; поскольку ни один кандидат не получил в нём больше 50 % голосов — 15 ноября был проведён второй тур). Это четвёртые прямые выборы Президента Молдовы за всю историю независимости Республики Молдова.
В декабре 2019 года Президент Республики Молдова Игорь Додон предложил назначить выборы президента Республики Молдова на 8 ноября 2020 года. Одновременно он заявил, что ещё не принял решения баллотироваться на следующий срок. Тем не менее Партия социалистов Республики Молдова (ПСРМ) уже заявила о поддержке его кандидатуры. 11 мая 2020 года Додон предложил провести президентские выборы 1 ноября. Позже, Парламент Республики Молдова утвердил 1 ноября датой выборов президента в 2020 году.

## Выдвинутые кандидаты
1 марта 2020 года Партия «Платформа Достоинство и правда» выдвинула Андрея Нэстасе кандидатом в президенты на предстоящих всенародных выборах.
29 июня 2020 года официально было объявлено, что экс-генеральный примар (мэр) столицы и действующий лидер Либеральной партии Дорин Киртоакэ, будет баллотироваться на президентских выборах 2020 года от политического движения «UNIREA».
18 июля 2020 года партия «Действие и солидарность» выдвинула Майю Санду кандидатом в президенты на предстоящих всенародных выборах.
25 июля 2020 года Партия национального единства выдвинула Октавиана Цыку кандидатом в президенты на предстоящих всенародных выборах.
27 августа 2020 года было объявлено, что кандидатом на должность президента стал лидер «Нашей партии» Ренато Усатый.
28 августа 2020 года Либерал-демократическая партия Молдовы выдвинула Тудора Делиу кандидатом в президенты на предстоящих всенародных выборах.
1 сентября 2020 года Партия «Про-Молдова» выдвинула Андриана Канду кандидатом в президенты на предстоящих всенародных выборах.
6 сентября 2020 года партия «Шор» выдвинула Виолетту Иванов кандидатом в президенты на предстоящих всенародных выборах.
9 сентября 2020 года действующий президент Игорь Додон объявил о своём решении участвовать в выборах в качестве независимого кандидата при поддержке ПСРМ.

## Зарегистрированные кандидаты
- Майя Санду — кандидат партии «Действие и солидарность»
- Игорь Додон — независимый кандидат (поддерживаемый ПСРМ)
- Ренато Усатый — кандидат «Нашей партии»
- Андрей Нэстасе — кандидат Партии «Платформа Достоинство и Правда»
- Виолетта Иванова — кандидат партии «Шор»
- Тудор Делиу — кандидат Либерал-демократической партии Молдовы
- Октавиан Цыку — кандидат Партии национального единства
- Дорин Киртоакэ — кандидат Избирательного блока «UNIREA»

## Социологические опросы
| Период проведения          | Организация     | Игорь Додон   | Майя Санду                       | Ренато Усатый | Андрей Нэстасе | Виолетта Иванова | Октавиан Цыку | Разрыв |  |  |  |
| -------------------------- | --------------- | ------------- | -------------------------------- | ------------- | -------------- | ---------------- | ------------- | ------ |  |  |  |
| Период проведения          | Организация     | 1 ноября 2020 | Выборы президента Молдовы (2020) |               |                |                  |               | Разрыв |  |  |  |
| 2-9 октября 2020           | Intellect Group | 32,0          | 18,6                             | 6,2           | 8,9            | 5,2              | 1,9           | 13,4   |  |  |  |
| 21 сентября-3 октября 2020 | iData           | 38,2          | 29,7                             | 12,8          | 4,7            | 8,4              | 1,7           | 8,5    |  |  |  |
| 6-22 сентября 2020         | ASDM            | 41,6          | 26,0                             | 9,0           | 9,2            | 7,4              | 1,9           | 15,6   |  |  |  |
| 16 июля-23 августа 2020    | IRI             | 27,3          | 30,3                             | 10,6          | 4,5            | 3,0              | 1,5           | 3,0    |  |  |  |
| 5-20 августа 2020          | ASDM            | 43,3          | 26,9                             | 7,2           | 5,3            | 5,9              | 1,5           | 16,4   |  |  |  |
| 14-24 июля 2020            | ASDM            | 46,1          | 25,5                             | 6,8           | 10,0           |                  | 1,5           | 20,6   |  |  |  |
| 14-27 июня 2020            | IMAS            | 36,3          | 27,7                             | 11,0          | 4,0            |                  | 3,2           | 8,6    |  |  |  |
| 13-23 июня 2020            | BOP             | 22,4          | 11,0                             | 2,4           | 1,3            | 1,5              |               | 11,4   |  |  |  |

## Результаты
| Кандидат                    | Кандидат                    | Субъект выдвижения                     | Первый тур | Первый тур | Второй тур | Второй тур |
| Кандидат                    | Кандидат                    | Субъект выдвижения                     | Голосов    | %          | Голосов    | %          |
| --------------------------- | --------------------------- | -------------------------------------- | ---------- | ---------- | ---------- | ---------- |
|                             | Майя Санду                  | Партия «Действие и солидарность»       | 487 635    | 36,16      | 943 006    | 57,72      |
|                             | Игорь Додон                 | Партия социалистов                     | 439 866    | 32,61      | 690 615    | 42,28      |
|                             | Ренато Усатый               | Наша партия                            | 227 939    | 16,90      |            |            |
|                             | Виолетта Иванов             | ШОР                                    | 87 542     | 6,49       |            |            |
|                             | Андрей Нэстасе              | Платформа «Достоинство и правда»       | 43 924     | 3,26       |            |            |
|                             | Октавиан Цыку               | Партия национального единства          | 27 170     | 2,01       |            |            |
|                             | Тудор Делиу                 | Либерал-демократическая партия Молдовы | 18 486     | 1,37       |            |            |
|                             | Дорин Киртоакэ              | Союзное политическое движение          | 16 157     | 1,20       |            |            |
| Всего                       | Всего                       | Всего                                  | 1 348 719  | 100,00     | 1 633 621  | 100,00     |
| Действительных бюллетеней   | Действительных бюллетеней   | Действительных бюллетеней              | 1 348 719  | 98,55      | 1 633 621  | 98,76      |
| Недействительных бюллетеней | Недействительных бюллетеней | Недействительных бюллетеней            | 19 797     | 1,45       | 20 529     | 1,24       |
| Всего бюллетеней            | Всего бюллетеней            | Всего бюллетеней                       | 1 368 516  | 100,00     | 1 654 150  | 100,00     |
| Явка избирателей            | Явка избирателей            | Явка избирателей                       | 2 995 891  | 45,68      | 3 135 474  | 52,76      |